# Melanthia leucansis
Melanthia leucansis là một loài bướm đêm trong họ Geometridae.